# Тіс-То (Аризона)
Тіс-То (англ. Tees Toh) — переписна місцевість (CDP) в США, в окрузі Навахо штату Аризона. Населення — 420 осіб (2020).

## Географія
Тіс-То розташований за координатами 35°29′10″ пн. ш. 110°24′20″ зх. д. / 35.48611° пн. ш. 110.40556° зх. д. (35.486051, -110.405484).  За даними Бюро перепису населення США в 2010 році переписна місцевість мала площу 44,04 км², з яких 44,04 км² — суходіл та 0,00 км² — водойми.

## Демографія
Згідно з переписом 2010 року, у переписній місцевості мешкало 448 осіб у 118 домогосподарствах у складі 90 родин. Густота населення становила 10 осіб/км².  Було 149 помешкань (3/км²).
Расовий склад населення:
| - 96,7 % — корінних американців - 1,3 % — білих |

До двох чи більше рас належало 2,0 %. Частка іспаномовних становила 2,2 % від усіх жителів.
За віковим діапазоном населення розподілялося таким чином: 31,0 % — особи молодші 18 років, 60,7 % — особи у віці 18—64 років, 8,3 % — особи у віці 65 років та старші. Медіана віку мешканця становила 28,6 року. На 100 осіб жіночої статі у переписній місцевості припадало 100,0 чоловіків;  на 100 жінок у віці від 18 років та старших — 102,0 чоловіків також старших 18 років.
Середній дохід на одне домашнє господарство  становив 37 804 долари США (медіана — 25 625), а середній дохід на одну сім'ю — 44 676 доларів (медіана — 30 000). Медіана доходів становила 31 875 доларів для чоловіків та 35 000 доларів для жінок. За межею бідності перебувало 46,3 % осіб, у тому числі 54,4 % дітей у віці до 18 років та 42,3 % осіб у віці 65 років та старших.
Цивільне працевлаштоване населення становило 114 особи. Основні галузі зайнятості: освіта, охорона здоров'я та соціальна допомога — 46,5 %, мистецтво, розваги та відпочинок — 13,2 %, роздрібна торгівля — 12,3 %.